# Luister (album)
Luister is het derde studioalbum van het Volendamse zangduo Nick & Simon en de opvolger van hun nummer 1-album Vandaag. Als voorloper op het album werd op 16 januari 2009 de single Vallende sterren uitgebracht. Deze kwam op nummer 1 van de Single Top 100 terecht. Een maand later, op 13 februari 2009, kwam het album uit. Op 21 februari kwam het album op nummer 1 binnen in de Nederlandse Album Top 100.

## Hitnotering

### NederlandseAlbum Top 100
| Hitnotering: (Week 1 t/m 91) 21-02-2009 t/m 13-11-2010 Hitnotering: (Week 92 t/m 104) 27-11-2010 t/m 19-02-2011 | Hitnotering: (Week 1 t/m 91) 21-02-2009 t/m 13-11-2010 Hitnotering: (Week 92 t/m 104) 27-11-2010 t/m 19-02-2011 | Hitnotering: (Week 1 t/m 91) 21-02-2009 t/m 13-11-2010 Hitnotering: (Week 92 t/m 104) 27-11-2010 t/m 19-02-2011 | Hitnotering: (Week 1 t/m 91) 21-02-2009 t/m 13-11-2010 Hitnotering: (Week 92 t/m 104) 27-11-2010 t/m 19-02-2011 | Hitnotering: (Week 1 t/m 91) 21-02-2009 t/m 13-11-2010 Hitnotering: (Week 92 t/m 104) 27-11-2010 t/m 19-02-2011 | Hitnotering: (Week 1 t/m 91) 21-02-2009 t/m 13-11-2010 Hitnotering: (Week 92 t/m 104) 27-11-2010 t/m 19-02-2011 | Hitnotering: (Week 1 t/m 91) 21-02-2009 t/m 13-11-2010 Hitnotering: (Week 92 t/m 104) 27-11-2010 t/m 19-02-2011 | Hitnotering: (Week 1 t/m 91) 21-02-2009 t/m 13-11-2010 Hitnotering: (Week 92 t/m 104) 27-11-2010 t/m 19-02-2011 | Hitnotering: (Week 1 t/m 91) 21-02-2009 t/m 13-11-2010 Hitnotering: (Week 92 t/m 104) 27-11-2010 t/m 19-02-2011 | Hitnotering: (Week 1 t/m 91) 21-02-2009 t/m 13-11-2010 Hitnotering: (Week 92 t/m 104) 27-11-2010 t/m 19-02-2011 | Hitnotering: (Week 1 t/m 91) 21-02-2009 t/m 13-11-2010 Hitnotering: (Week 92 t/m 104) 27-11-2010 t/m 19-02-2011 | Hitnotering: (Week 1 t/m 91) 21-02-2009 t/m 13-11-2010 Hitnotering: (Week 92 t/m 104) 27-11-2010 t/m 19-02-2011 | Hitnotering: (Week 1 t/m 91) 21-02-2009 t/m 13-11-2010 Hitnotering: (Week 92 t/m 104) 27-11-2010 t/m 19-02-2011 | Hitnotering: (Week 1 t/m 91) 21-02-2009 t/m 13-11-2010 Hitnotering: (Week 92 t/m 104) 27-11-2010 t/m 19-02-2011 | Hitnotering: (Week 1 t/m 91) 21-02-2009 t/m 13-11-2010 Hitnotering: (Week 92 t/m 104) 27-11-2010 t/m 19-02-2011 | Hitnotering: (Week 1 t/m 91) 21-02-2009 t/m 13-11-2010 Hitnotering: (Week 92 t/m 104) 27-11-2010 t/m 19-02-2011 | Hitnotering: (Week 1 t/m 91) 21-02-2009 t/m 13-11-2010 Hitnotering: (Week 92 t/m 104) 27-11-2010 t/m 19-02-2011 | Hitnotering: (Week 1 t/m 91) 21-02-2009 t/m 13-11-2010 Hitnotering: (Week 92 t/m 104) 27-11-2010 t/m 19-02-2011 | Hitnotering: (Week 1 t/m 91) 21-02-2009 t/m 13-11-2010 Hitnotering: (Week 92 t/m 104) 27-11-2010 t/m 19-02-2011 |
| Week: | 1 | 2 | 3 | 4 | 5 | 6 | 7 | 8 | 9 | 10 | 11 | 12 | 13 | 14 | 15 | 16 | 17 | 18 |
| --- | --- | --- | --- | --- | --- | --- | --- | --- | --- | --- | --- | --- | --- | --- | --- | --- | --- | --- |
| Positie: | 1 | 1 | 2 | 2 | 3 | 5 | 6 | 8 | 6 | 5 | 6 | 9 | 6 | 9 | 14 | 15 | 11 | 7 |
| Week: | 19 | 20 | 21 | 22 | 23 | 24 | 25 | 26 | 27 | 28 | 29 | 30 | 31 | 32 | 33 | 34 | 35 | 36 |
| Positie: | 10 | 13 | 14 | 11 | 10 | 8 | 7 | 8 | 6 | 7 | 9 | 11 | 11 | 16 | 24 | 25 | 22 | 33 |
| Week: | 37 | 38 | 39 | 40 | 41 | 42 | 43 | 44 | 45 | 46 | 47 | 48 | 49 | 50 | 51 | 52 | 53 | 54 |
| Positie: | 38 | 39 | 34 | 17 | 13 | 19 | 27 | 25 | 23 | 24 | 46 | 39 | 31 | 34 | 50 | 31 | 39 | 35 |
| Week: | 55 | 56 | 57 | 58 | 59 | 60 | 61 | 62 | 63 | 64 | 65 | 66 | 67 | 68 | 69 | 70 | 71 | 72 |
| Positie: | 39 | 52 | 37 | 57 | 25 | 64 | 60 | 63 | 71 | 49 | 56 | 95 | 77 | 88 | 76 | 90 | 66 | 79 |
| Week: | 73 | 74 | 75 | 76 | 77 | 78 | 79 | 80 | 81 | 82 | 83 | 84 | 85 | 86 | 87 | 88 | 89 | 90 |
| Positie: | 66 | 91 | 56 | 66 | 76 | 61 | 69 | 69 | 70 | 62 | 70 | 74 | 71 | 50 | 78 | 97 | 81 | 79 |
| Week: | 91 | | 92 | 93 | 94 | 95 | 96 | 97 | 98 | 99 | 100 | 101 | 102 | 103 | 104 | | | |
| Positie: | 99 | uit | 97 | 90 | 55 | 42 | 44 | 52 | 72 | 69 | 80 | 90 | 82 | 61 | 61 | uit | | |